# Wim Duisenberg

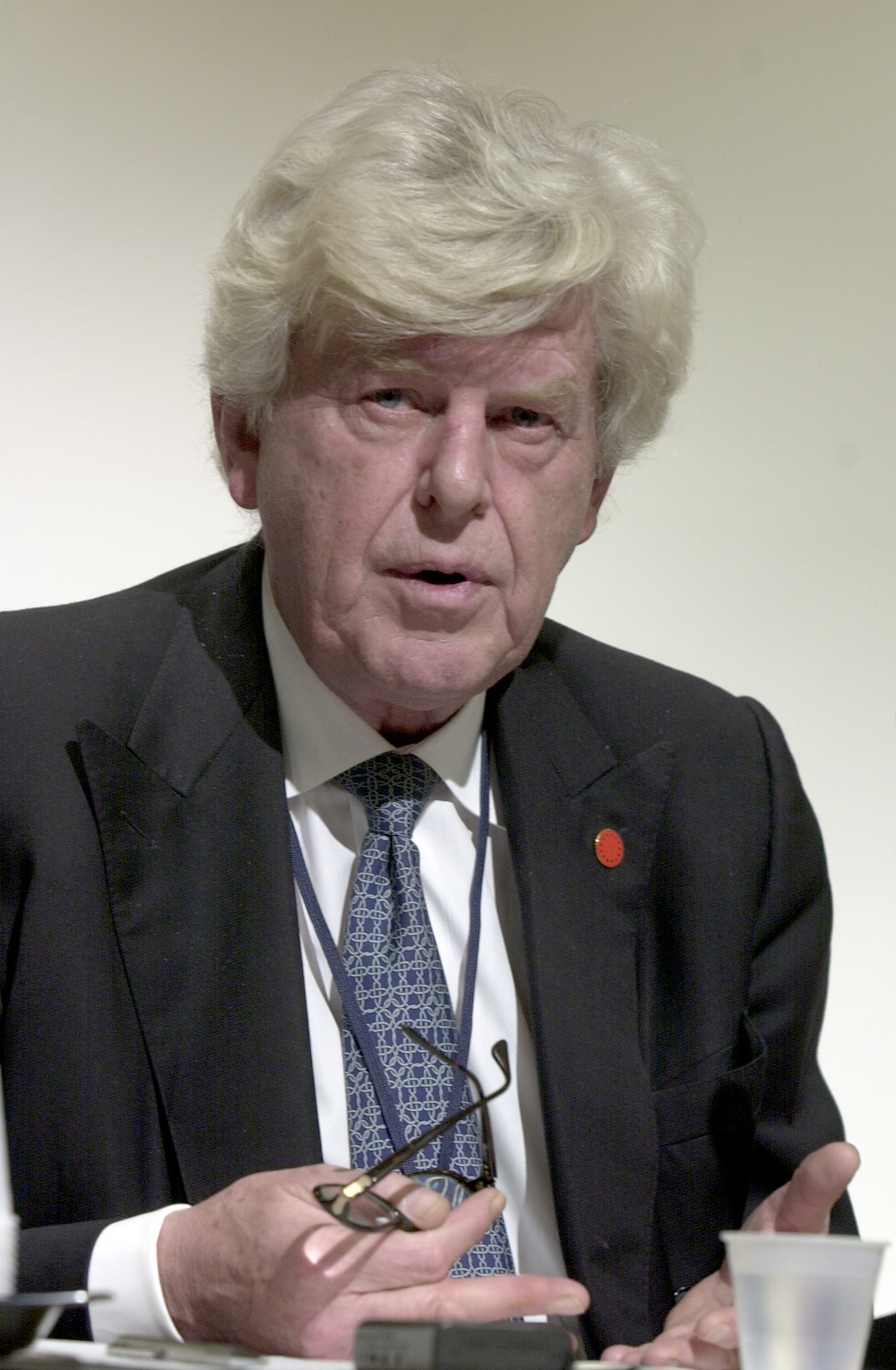
Wim Duisenberg (2001)

Wim Duisenbergs Unterschrift, wie sie auf Eurobanknoten abgebildet ist, die in seiner Amtszeit gedruckt wurden

Wim Duisenbergs Unterschrift stand bereits auf einer 25-Gulden-Banknote

Willem Frederik „Wim“ Duisenberg [ˈʋɪləm ˈfɾeːdəɾɪk ˈdœʏ̯zənbɛɾχ] (* 9. Juli 1935 in Heerenveen; † 31. Juli 2005 in Faucon, Département Vaucluse, Frankreich) war ein niederländischer Politiker und Ökonom und von 1998 bis 2003 der erste Präsident der Europäischen Zentralbank (EZB) in Frankfurt am Main.

## Leben
Wim Duisenberg studierte an der Universität Groningen Ökonomie und promovierte mit dem Thema „Ökonomische Folgen der Abrüstung“. Er war von 1973 bis 1977 Finanzminister der Niederlande und gehörte im Jahr 1978 als Vertreter der Partij van de Arbeid für einige Monate der Zweiten Kammer des Parlaments an. Dieses Mandat legte er nieder, um Vizepräsident der Rabobank Nederland BV zu werden; von 1982 bis 1994 fungierte er dann als Präsident der niederländischen Zentralbank.
Am 2. Mai 1998 wurde er gegen den französischen Mitbewerber Jean-Claude Trichet zum Präsidenten der Europäischen Zentralbank gewählt. Durch heftige Intervention der französischen Regierung, die unbedingt Trichet als ersten Präsidenten durchsetzen wollte, nachdem sie schon gegen Deutschland bei der Wahl des Standortes der EZB den Kürzeren gezogen hatte, kam es fast zu einem Eklat. Dieser wurde nur dadurch verhindert, dass Duisenberg auf die volle Amtszeit von 8 Jahren verzichtete und sich bereit erklärte, das Amt nach vier Jahren an Trichet zu übergeben. Die unter seinem Vorsitz im Jahr 2002 vollzogene Bargeldeinführung des Euro brachte ihm den Beinamen „Mr. Euro“ ein. Seine Unterschrift ist auf allen Eurobanknoten abgebildet, die bis 2003 gedruckt wurden. 
Im Jahr 2003 gab Wim Duisenberg sein Ausscheiden aus dem Präsidentenamt zu seinem 68. Geburtstag, dem 9. Juli 2003, bekannt, dies wurde jedoch von den EU-Finanzministern abgelehnt – er solle bis zur ordnungsgemäßen Bestellung seines Nachfolgers zum 1. November 2003 im Amt verbleiben. Nachfolger wurde sein ehemaliger Mitbewerber Jean-Claude Trichet. Während seiner Amtszeit hatte Duisenberg sich harte und polemische Kritik seitens der englischen Massenmedien gefallen lassen müssen (unter anderem durch Schlagzeilen wie „Dim Wim“).
Aufgrund seiner Verdienste um die Einführung des Euro wurde Duisenberg am 24. Juli 2002 das Großkreuz des Verdienstordens der Bundesrepublik Deutschland verliehen. Ebenfalls 2002 nahm er den Internationalen Karlspreis der Stadt Aachen stellvertretend für den Euro entgegen.
Wim Duisenberg war in zweiter Ehe mit der politisch kontroversen Aktivistin Gretta Duisenberg verheiratet, die immer wieder wegen ihrer heftigen Agitation gegen die israelische Politik in die Schlagzeilen geraten war. Nicht zuletzt deshalb wurde das Ehepaar Duisenberg des Öfteren des Antisemitismus bezichtigt.
Am Morgen des 31. Juli 2005 wurde Wim Duisenberg von seiner Frau tot in ihrer Villa im südfranzösischen Faucon (Département Vaucluse) entdeckt. Laut Staatsanwaltschaft wurde er im Swimming-Pool aufgefunden. Dem widersprach seine Ehefrau, die der niederländischen Tageszeitung „de Volkskrant“ sagte, sie habe ihn vor seinem Arbeitszimmer gefunden. Die leitende übergeordnete Staatsanwaltschaft stellte fest, dass Duisenberg an einem Herzinfarkt gestorben war.
Duisenberg hinterließ zwei Söhne und eine Tochter aus erster Ehe.

## Auszeichnungen
- 1996 – European Banker of the Year[2]
- 1997 – Kommandeur des Ordens vom Niederländischen Löwen (Ritter 1978)
- 1998 – Ritter der Ehrenlegion
- 1998 – Goldenes Schlitzohr[3]
- 2002 – Ehrendoktor der IMADEC University, der aber ungültig ist, da diese ehemalige Privatuniversität keine Ehrentitel verleihen durfte
- 2002 – Karlspreis der Stadt Aachen (stellvertretend für den EURO)
- 2002 – Großkreuz des  Verdienstordens der Bundesrepublik Deutschland
- 2003 – Großes Goldenes Ehrenzeichen am Bande für Verdienste um die Republik Österreich[4]
- 2003 – Großkreuz des Ordens de Isabel la Católica
- 2003 – Großkreuz des Ordens des Infanten Dom Henrique
- 2003 – Ehrenplakette der Stadt Frankfurt am Main
- 2004 – Walter-Hallstein-Preis
- Kommandeur des Ordens von Oranien-Nassau